# 沼澤秧雞
（学名：Mustelirallus cerverai）是秧鸡科灰喉田鸡属下的一个物种。其原本属于单型属古巴秧鸡属。